# لياندرو دومينغوس دي ميلو
لياندرو دومينغوس دي ميلو هو لاعب كرة قدم برازيلي في مركز الوسط، ولد في 11 مارس 1986 في توباراو في البرازيل. لعب مع Oeste Futebol Clube ‏.

## وصلات خارجية
- لياندرو دومينغوس دي ميلو على موقع قاعدة بيانات كرة القدم.إي يو (الإنجليزية)
- لياندرو دومينغوس دي ميلو على موقع Soccerway.com (الإنجليزية)